# Leptopholcus pataxo
Leptopholcus pataxo är en spindelart som beskrevs av Huber, Pérez och Baptista 2005. Leptopholcus pataxo ingår i släktet Leptopholcus och familjen dallerspindlar. Inga underarter finns listade i Catalogue of Life.